# Arnold Dolmetsch
Eugène Arnold Dolmetsch (Le Mans, 24 febbraio 1858 – Haslemere, 28 febbraio 1940) è stato un musicista francese, e costruttore di strumenti musicali, che passò gran parte della sua vita in Inghilterra e fondò una fabbrica di strumenti musicali a Haslemere nel Surrey. Egli fu una delle figure più rilevanti nel promuovere la riscoperta della musica antica nei primi decenni del XX secolo.

## Biografia

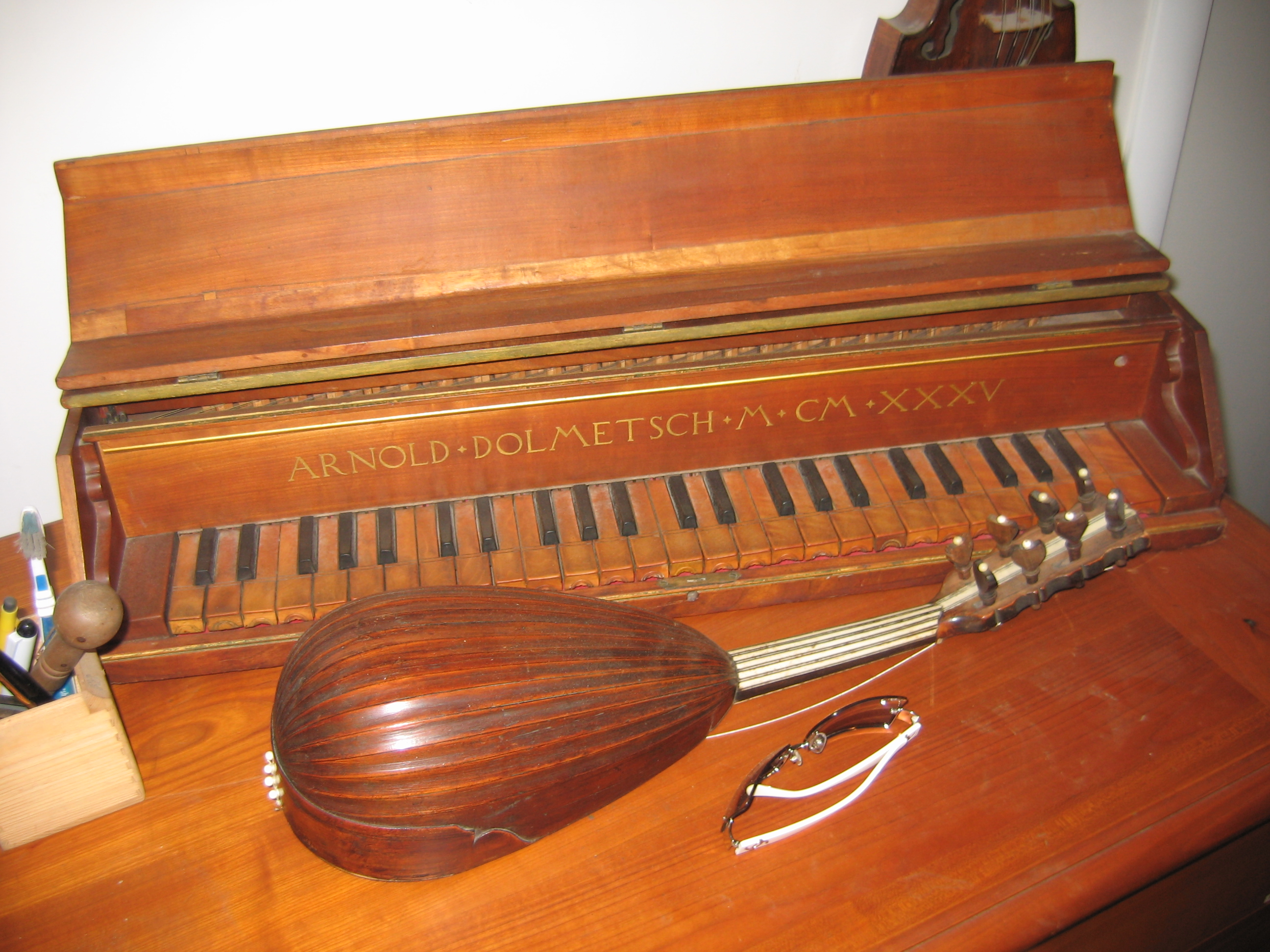

La famiglia Dolmetsch era di origini boeme ma Eugène Arnold, figlio di Rudolph Arnold Dolmetsch e di sua moglie, nacque a Le Mans in Francia dove la famiglia aveva impiantato una fabbrica di pianoforti. Fu qui che Eugène acquisì l'interesse per gli strumenti musicali che più tardi lo porterà a creare una fabbrica di strumenti musicali antichi.
Studiò musica al conservatorio reale di Bruxelles dove studiò violino con Henri Vieuxtemps. Nel 1883 si trasferì a Londra dove frequentò il Royal College of Music, dove studiò con Henry Holmes e Frederick Bridge, conseguendo la laurea in musica nel 1889.
Dolmetsch fu, per un breve periodo di tempo, insegnante di musica al Dulwich College, ma il suo interesse per gli strumenti antichi si intensificò dopo la visione della collezione di strumenti antichi presente al British Museum, e dopo aver costruito la sua prima riproduzione di un liuto, egli iniziò, nel 1893, a costruire clavicordi, flauti dolci e clavicembali per Chickering di Boston (1905 - 1911), e poi per  Gaveau di Parigi (1911 - 1914).
Egli fondò una fabbrica a Haslemere nel Surrey e proseguì nella costruzione di copie di ogni genere di strumento, spaziando dal XV al XVIII secolo, comprendendo viole da braccio e da gamba, liuti e ogni genere di strumento a tastiera. Il suo libro del 1915,  The Interpretation of the Music of the XVIIth and XVIIIth Centuries fu una pietra miliare per lo sviluppo della esecuzione storica della musica antica.
Nel 1925 fondò un Festival annuale di musica da camera, l'International Dolmetsch Early Music Festival, che si teneva tutti gli anni a luglio ad Haslemere, nella Haslemere Hall.
Dolmetsch fu molto attivo nella vita culturale di Londra e fra i suoi amici ed estimatori vi furono William Morris, Selwyn Image, Roger Fry, Gabriele D'Annunzio, George Bernard Shaw, Ezra Pound, W. B. Yeats e George Moore il cui romanzo Evelyn Innes celebrò la vita ed il lavoro di Dolmetsch. Suo allevo fu il musicologo Charles Van den Borren.
Fu la sua opera a far riscoprire la scuola dei compositori inglesi di musiche per orchestre d'archi fra cui John Jenkins e William Lawes. Come detto da Sir Henry Hadow: "Dolmetsch ha aperto la porta ad un tesoro di bellezze dimenticate". Egli è uno dei maggiori fautori della riscoperta del flauto dolce, sia come importante strumento musicale che come mezzo per rendere accessibile la musica antica ai suonatori dilettanti. Egli promosse l'insegnamento del flauto dolce nelle scuole d'Inghilterra.
Nel 1937 ricevette una pensione dalla Corona inglese, per i suoi meriti nel campo della cultura e nel 1938 la Légion d'honneur dal suo paese natale.